# Kou-Kamma
Kou-Kamma est une municipalité locale située dans le district de Sarah Baartman, dans la province du Cap oriental, en Afrique du Sud. En 2011, sa population est de 40 663 habitants.

## Villes et localités
| Villes, villages et localités | Code | Population (2011) | Langue principalement parlée |
| ----------------------------- | ---- | ----------------- | ---------------------------- |
| Clarkson                      |      | 1 824             | Afrikaans                    |
| Coldstream                    |      | 1 657             | Afrikaans, Xhosa             |
| Joubertina                    |      | 5 752             | Afrikaans                    |
| Kareedouw                     |      | 4 985             | Afrikaans, Xhosa             |
| Krakeel River                 |      | 1 931             | Afrikaans                    |
| Louterwater                   |      | 4 829             | Afrikaans                    |
| Misgund                       |      | 415               | Afrikaans, Xhosa             |
| Stormsrivier                  |      | 1 670             | Xhosa                        |
| Thornham                      |      | 664               | Afrikaans, Xhosa             |
| Parc national de Tsitsikamma  |      | 35                | Afrikaans, Sesotho           |
| Twee Riviere                  |      | 485               | Afrikaans                    |
| Zone rurale                   |      | 16 902            | Afrikaans                    |

## Source
- (en) Cet article est partiellement ou en totalité issu de l’article de Wikipédia en anglais intitulé « Kou-Kamma Local Municipality » (voir la liste des auteurs).